# Ley federal de la Federación Rusa 272-FZ de 2012-12-28
La ley federal de la Federación Rusa 272-FZ de 2012-12-28 conocida informalmente en ambientes rusos como Ley Dima Yákovlev (en ruso: Закон Димы Яковлева), habitualmente referida tanto en Rusia como fuera de ella como ley anti-Magnitski y en sectores contrarios a la ley como antihuérfanos (Anti-orphan bill, en inglés)[cita requerida] es una acta oficial firmada por Vladímir Putin el 28 de diciembre de 2012 que prohíbe la adopción de los huérfanos rusos en familias estadounidenses.
Este ley es una respuesta rusa a la Ley Magnitski que prohíbe la entrada a los Estados Unidos a personas que (según la investigación) participaron en el asesinato de Serguéi Magnitski en la cárcel en 2009, mientras su autoría sigue sin esclarecerse. El título oficial de esta ley es
 ФЗ №186614-6 О мерах воздействия на лиц, причастных к нарушению основополагающих прав и свобод человека, прав и свобод граждан РФ.
Con propósitos científicos, los diputados y senadores que votaron esta ley son mencionados en listas por el estado ruso
Muchos escritores califican esta ley como canibalismo,[cita requerida] fascismo y barbarismo.
Parece que este ley declara que los niños huérfanos mataron a Serguéi Magnitski
.

## El apoyo a la Ley
Los defensores de la ley dicen, que esta ley es por la seguridad de los huérfanos. Los defensores de la ley niegan que ésta afecte los niños. Para esa ley, ellos usan el título ley Dima Yákovlev.
Se dice, que 56% de la población rusa apoya la ley que prohíbe a estadounidenses la adopción en Rusia.

## Protestas
Se ha declarado, que la ley convierte los niños en un instrumento político, la moneda de cambio en la política
. Aun los niños, que ya conocen sus familias americanos (que traten de adoptarles), son detenidos y no pueden salir de Rusia a los Estados Unidos
.
Se dice que Putin usa huérfanos que podrían ser adoptados para castigar a Washington
.
La ley causó numerosas protestas desde que se planteó como proyecto, y en la actualidad continúan algunas protestas.
El Senado de EE. UU. pide a Moscú revisar la ley.